# NGC 3222
NGC 3222 (również PGC 30377 lub UGC 5610) – galaktyka soczewkowata (SB0), znajdująca się w gwiazdozbiorze Lwa. Została odkryta w marcu 1855 roku przez Friedricha Winnecke.